# جون س. غوس
جون س. غوس (بالإنجليزية: John C. Goss)‏ هو مصور أمريكي، ولد في 21 أكتوبر 1958.

## وصلات خارجية
- جون س. غوس على موقع IMDb (الإنجليزية)